# Unione Sportiva Scafatese 1941-1942
Questa voce raccoglie le informazioni riguardanti l'Unione Sportiva Scafatese nelle competizioni ufficiali della stagione 1941-1942.

## Rosa
| N. |                   | Ruolo | Calciatore          |
| -- | ----------------- | ----- | ------------------- |
|    | Italia (bandiera) |       | T. Acarifora        |
|    | Italia (bandiera) |       | T. Annarumma        |
|    | Italia (bandiera) | A     | Adriano Buccioli    |
|    | Italia (bandiera) |       | A. Bulleri          |
|    | Italia (bandiera) |       | G. Casciello        |
|    | Italia (bandiera) |       | P. Casciello        |
|    | Italia (bandiera) | D     | Astorre Consoli     |
|    | Italia (bandiera) | D     | Benedetto Del Re    |
|    | Italia (bandiera) | D     | Giulio Fonovich     |
|    | Italia (bandiera) | C     | G. Gerevini         |
|    | Italia (bandiera) | C     | Vincenzo Indinnimeo |
|    | Italia (bandiera) |       | Aldo Langella       |
|    | Italia (bandiera) | A     | Umberto Mangolini   |
|    | Italia (bandiera) | A     | Francesco Marciano  |
|    | Italia (bandiera) | A     | Bruno Minazzi       |

| N. |                   | Ruolo | Calciatore       |
| -- | ----------------- | ----- | ---------------- |
|    | Italia (bandiera) | A     | Lino Morselli    |
|    | Italia (bandiera) | A     | Pasquale Nasti   |
|    | Italia (bandiera) | C     | Giuseppe Orilia  |
|    | Italia (bandiera) | A     | Tommaso Oropallo |
|    | Italia (bandiera) | A     | Giovanni Pilato  |
|    | Italia (bandiera) | P     | Vincenzo Provera |
|    | Italia (bandiera) | A     | Carlo Ravizzoli  |
|    | Italia (bandiera) | D     | Silvio Rispoli   |
|    | Italia (bandiera) | C     | Stefano Sbriglia |
|    | Italia (bandiera) | A     | C. Segatori      |
|    | Italia (bandiera) |       | S. Strasso       |
|    | Italia (bandiera) | C     | Osvaldo Trebbi   |
|    | Italia (bandiera) | A     | C. Vignapiano    |
|    | Italia (bandiera) |       | M. Voccia        |
|    | Italia (bandiera) | A     | Pasquale Torre   |